# Cenogastròpodes
Els cenogastròpodes (Caenogastropoda) són una subclasse de mol·luscs gastròpodes. Inclou les espècies de Cypraea i Littorina littorea.

## Taxonomia
La subclasse Caenogastropoda és un grup molt ampli, amb 33.352 espècies en tres ordres:
- Ordre Architaenioglossa Haller, 1890
- Ordre Neogastropoda Wenz, 1938
- Ordre Littorinimorpha Golikov & Starobogatov, 1975
- Ordre Sorbeoconcha Ponder & Lindberg, 1997